# Луїс Регейро Уріола
Луїс Регейро Уріола (ісп. Luis Regueiro Urquiola, нар. 22 грудня 1943, Мехіко, Мексика) — мексиканський футболіст, виступав на позиції півзахисника.
З серпня 2001 року по лютий 2003 року, протягом 18 місяців, займав посаду президента футбольного клубу «УНАМ Пумас», потім працював генеральним радником зі спортивних питань в Національному автономному університеті Мексики.
Луїс Регейро Уріола — син іспанського футболіста баскського походження Луїса Регейро, який приїхав до Мексики зі своїми братами Педро та Томасом наприкінці 1930-х років, коли почалася громадянська війна в Іспанії.

## Клубна кар'єра
Футбольну кар'єру розпочав 1963 року в клубі «УНАМ Пумас», в якому грав до 1967 року. Потім три роки працював у «Некаксі», а пв 1970 році прідписав контракт «Толукою». Разом з «Толукою» став віце-чемпіоном Мексики 1970/71. Футбольну кар'єру завершив 1972 року.

## Кар'єра в збірній
У футболці національної збірної Мексики дебютував 11 травня 1966 року в переможному (1:0) поєдинку проти Чилі. Отримав виклик до збірної на чемпіонат світу в 1966 року в Мексиці, але на турнірі не зіграв жодного матчу.
Єдиним голом за національну команду відзначився 27 серпня 1968 року в переможному (3:1) поєдинку проти Чилі. Востаннє футболку збірної Мексики одягав 29 вересня 1968 року в поєдинку Ефіопії (3:0).
У 1967 році допоміг збірній Мексики завоювати золоті медалі Панамериканських ігор. Учасник Олімпійських ігор 1968 року, на яких зіграв 6 матчів.
У період з 1966 по 1968 рік зіграв 19 матчів за мексиканську збірну, в яких відзначився 1 голом.

## Титули і досягнення
- Срібний призер Чемпіонату націй КОНКАКАФ: 1967
- Переможець Панамериканських ігор: 1967